# Saki Kumagai
Saki Kumagai (熊谷 紗希, Kumagai Saki, Sapporo, 17 oktober 1990) is een Japans voetbalster die als verdediger speelt bij Bayern München.

## Carrière

### Clubcarrière
Kumagai begon haar carrière in 2009 bij Urawa Red Diamonds. Ze tekende in 2011 bij Frankfurt. Zij komt sinds 2013 uit voor het Olympique Lyonnais. Met deze club werd zij in 2015/16, 2016/17 en 2017/18 kampioen van Europa.

### Interlandcarrière
Kumagai maakte op 7 maart 2008 haar debuut in het Japans vrouwenvoetbalelftal tijdens een wedstrijd om het Cyprus Women's Cup 2008 tegen het Canada. Zij nam met het Japans vrouwenvoetbalelftal deel aan de Wereldkampioenschap 2011, hier won zij wel de wereldtitel. Ze heeft 100 interlands voor het Japanse vrouwenelftal.

## Statistieken
| Japans vrouwenvoetbalelftal | Japans vrouwenvoetbalelftal | Japans vrouwenvoetbalelftal |
| Jaar                        | Wed.                        | Dlp.                        |
| --------------------------- | --------------------------- | --------------------------- |
| 2008                        | 2                           | 0                           |
| 2009                        | 0                           | 0                           |
| 2010                        | 15                          | 0                           |
| 2011                        | 16                          | 0                           |
| 2012                        | 16                          | 0                           |
| 2013                        | 9                           | 0                           |
| 2014                        | 5                           | 0                           |
| 2015                        | 11                          | 0                           |
| 2016                        | 7                           | 0                           |
| 2017                        | 9                           | 0                           |
| 2018                        | 10                          | 0                           |
| 2019                        | 10                          | 1                           |
| Totaal                      | 110                         | 1                           |